# Finlands ambassad i Kiev
Finlands ambassad i Kiev ligger i Kievs centrum invid Sofiakatedralen. Tjänstebostaden är också i Kievs centrum, i ett 1800-talshus.